# Rudie Can't Fail
«Rudie Can't Fail» (en castellano Rudie no puede fallar) es una canción de la banda punk The Clash lanzada en su álbum más reconocido por la crítica musical, London Calling. La letra de la canción trata sobre los Rude Boys, término que se refería a la primera generación de ingleses nacidos de padres procedentes de Jamaica.

## Letra y música
La canción está relacionada con la vida de los Rude Boys, que eran vistos como chicos irresponsables por la sociedad británica, que es el tema principal de la canción. En ella se habla sobre sus actos y su incapacidad de actuar como adultos responsables. La admiración e influencia de la cultura reggae, mostrada antes en Police & Thieves, es importante en este tema y en la mayoría de las canciones de London Calling.
Además, la canción es otra muestra de la habilidad de The Clash al tocar estilos tan diferentes al punk y con tanta naturalidad y personalidad propia. En esta pista se mezcla el reggae con elementos de ska, lo cual, unido al trabajo conjunto de los instrumentos de viento-metal, hace de «Rudie Can't Fail» una canción única en el disco.
Joe Strummer y su banda, The Mescaleros, solían tocar en vivo esta canción.